# PBCom Tower
PBCom Tower  — хмарочос в Макаті, Філіппіни. Висота будинку становить 241 метр, з урахуванням антени 259 метрів і він є найвищим будинком Філіппін. В будинку 59 поверхів, з них 52 розташовано над землею і 7 під землею, також на даху розташована 8-поверхова радіовежа. Будівництво хмарочосу було розпочато в 1998 році і завершено в 2000. Проект будинку було розроблено філіппінським архітектурним бюро GF & Partners Architects спільно з Skidmore, Owings and Merrill, структурний дизайн будинку було розроблено компанією Aromin & Sy + Associates.